# Shahrestān di Mamasani
La provincia di Mamasani (farsi شهرستان ممسنی) è una delle 29 province (shahrestān) della regione di Fars, in Iran. Il capoluogo è Nurabad. La provincia è suddivisa in 3 circoscrizioni (bakhsh):
- Centrale (بخش مرکزی)
- Mahvarmilani (بخش ماهورمیلانی)
- Doshmanziari (بخش دشمن زیاری)

La circoscrizione di Rostam (بخش رستم), con capoluogo Mosiri, è diventata provincia a sé.